# Louez Military Cemetery
Louez Military Cemetery is een Britse militaire begraafplaats met gesneuvelden uit de Eerste Wereldoorlog, gelegen in de Franse gemeente Duisans (departement Pas-de-Calais). De begraafplaats ligt aan het einde van de Rue des Maçons, vlak naast de N25, op 2,6 km ten oosten van het centrum van Duisans (Église Saint-Léger). Ze werd ontworpen door George Goldsmith. Het terrein heeft een rechthoekig grondplan met een oppervlakte van 1.405 m² en wordt omgeven door een natuurstenen muur. Aan de zuidelijke muur, pal tegenover de open toegang, staat het Cross of Sacrifice. Er liggen 206 slachtoffers begraven.
De begraafplaats wordt onderhouden door de Commonwealth War Graves Commission.

## Geschiedenis
De begraafplaats werd door Franse troepen aangelegd en in maart 1916 door de 51st (Highland) Division overgenomen die ze gebruikten als een frontlijnbegraafplaats. In de zomer van 1916 volgde de 60th (London) Division en de laatste bijzettingen (behalve twee) gebeurden tussen november 1916 en maart 1917 met hoofdzakelijk gesneuvelden van de Canadian Mounted Rifles. De Franse graven werden later naar elders overgebracht.
Er liggen nu 155 Britten, 49 Canadezen en 2 Duitsers begraven.

## Graven

### Onderscheiden militairen
- Algernon Bingham Anstruther Stewart, luitenant-kolonel bij de Seaforth Highlanders en Claude Henry Campbell, luitenant-kolonel bij de Cameron Highlanders werden onderscheiden met de Distinguished Service Order (DSO).
- compagnie sergeant-majoor Edward C. Woodroof en korporaal Gordon J. McNamara werden onderscheiden met de Distinguished Conduct Medal (DCM).
- Walter Alexander, korporaal bij de Gordon Highlanders werd onderscheiden met de Military Medal (MM).

### Minderjarige militair
- Wilfred Stephenson, soldaat bij de Seaforth Highlanders was slechts 17 jaar toen hij op 11 juli 1916 sneuvelde.

### Alias
- schutter Eric Wattenbach diende onder het alias Eric Watts bij het London Regiment (First Surrey Rifles).

### Gefusilleerde militair
- Peter Giles, soldaat bij de Northumberland Fusiliers werd wegens desertie op 16 augustus 1916 gefusilleerd.[1]